# Suillia griseola
Suillia griseola är en tvåvingeart som först beskrevs av Johann Wilhelm Meigen 1830.  Suillia griseola ingår i släktet Suillia och familjen myllflugor. Inga underarter finns listade i Catalogue of Life.